# Zrní

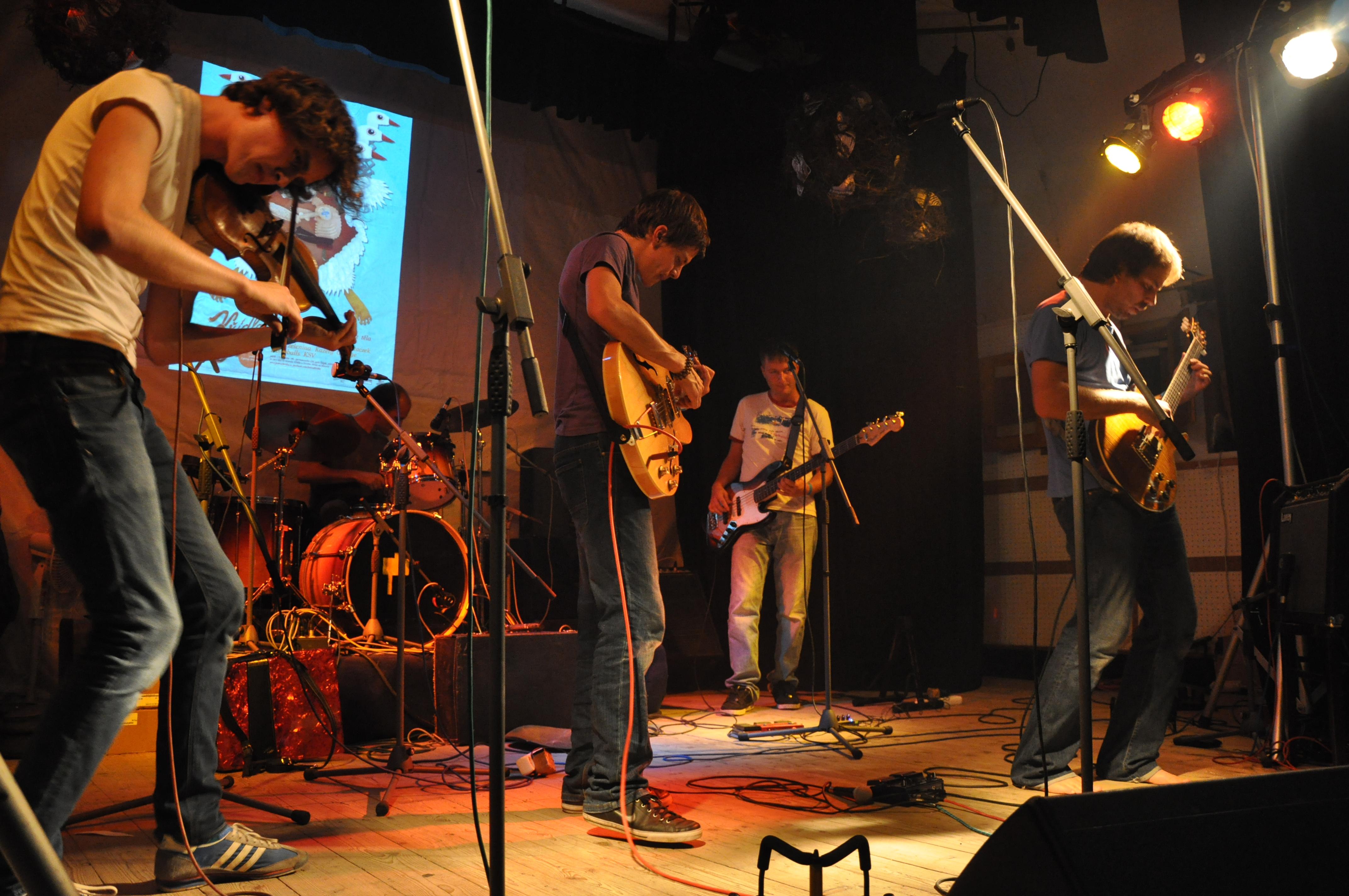
Zrni nel 2011

Gli Zrní sono un gruppo musicale rock alternativo ceco di Kladno.
Il loro primo album, Voní, è stato pubblicato nel 2009, dopo che il gruppo era già insieme da otto anni. Il loro secondo album, Hrdina počítačový hry jde do světa, è stato pubblicato nel 2011 dalla famosa cantautrice Radůza sulla sua etichetta Radůza Records. Nel 2012 la band ha pubblicato l'album Soundtrack ke konci světa, nominato per i premi Vinyla e Apollo 2012 come Album dell'anno, ed è stato anche nominato in quattro categorie agli Ceny Anděl del 2012. Ha vinto il Premio Anděl per la Scoperta dell'anno. Nel settembre 2014, il loro album Následuj kojota è stato nominato come Album dell'anno agli Apollo Awards, e ha ricevuto tre nomination agli Anděl Awards del 2014.
Nel 2015 la band ha tenuto un concerto speciale al festival Colors of Ostrava con l'Orchestra Filarmonica Janáček e il violinista slovacco Stano Palúch.

## Membri del gruppo
- Jan Unger / voce solista, chitarra, flauto
- Jan Juklík / chitarra, voce
- Jan Fišer / violino, voce
- Jan Caithaml / basso, voce
- Ondřej Slavík / batteria, fisarmonica, beatbox, voce

## Discografia
- Voni, 2009
- Hrdina počítačový hry jde do světa, 2011
- Colonna sonora di Ke Konci Světa, 2012
- Kolik váží vaše touha, 2012
- Následuj kojota, 2014
- Čtyři Honzové a jeden Ondřej v severní části Střeleckého ostrova (Live), 2015
- Jiskřící, 2017
- Spící (EP), 2018
- Zrní a Filharmonie HK živě ve Foru Karlín (Live), 2019
- Nebeský klid, 2020
- Široko daleko, 2023